# Romeo Murga
Romeo Murga Sierralta (Copiapó,  17 de junio de 1904-San Bernardo, 22 de mayo de 1925) fue un poeta y traductor chileno.

## Biografía
Romeo Murga nació el 17 de junio de 1904 en la ciudad de Copiapó. Fue el primogénito de la familia compuesta por José Murga Bravo, Ludomilia Sierralta Cortés, y sus hijas Berta y Marta. Fue alumno del colegio La Merced, donde realizó sus estudios básicos; posteriormente del Liceo Alemán y del liceo José Antonio Carvajal, donde cursó sus estudios secundarios.
En el año 1920, se trasladó a Santiago e ingresó al Instituto Pedagógico de la Universidad de Chile, donde obtuvo el título de profesor de estado en la asignatura de francés. Fue aquí donde conoció a Eugenio González, Pablo Neruda, Armando Ulloa, Rubén Azócar, Eusebio Ibar, Víctor Barberis y Yolando Pino Saavedra, con quienes estableció un profundo lazo tanto en el ámbito personal como en el literario.
Fue un activo integrante del círculo que rodeaba a la Federación de Estudiantes de la Universidad de Chile. Allí, junto a Neruda, frecuentaban los restaurantes Zum Rhein y el Teutonia y encabezaban las luchas estudiantiles; especialmente recordado es el episodio de la expulsión de Eugenio González del Instituto Pedagógico, quien años después llegaría a ser rector de la Universidad de Chile.
En 1923 recibió el primer premio en el elogio a la reina de la primavera con El libro de la fiesta, junto a Víctor Barberis Cavalli. En 1924, Murga fue nombrado profesor en el liceo de Quillota, donde hizo clases al renombrado poeta y novelista Luis Enrique Délano. Participó en el centro literario Pedro A. González y colaboró en las revistas Iris, Claridad, Educación y cultura y Zig-Zag, donde publicó La lejana. Además, fue en esta revista donde desarrolló su trabajo como traductor, dentro del cual incluyó autores como Paul Fort, Anatole France, Marcel Schwob, Charles Nodier y Henri Barbusse, entre otros. También dirigió la revista Floreal.
El 22 de mayo de 1925, la tuberculosis que desde hacía años lo aquejaba, terminó causándole la muerte. En 1935 con el fin de conmemorarlo, numerosos poetas, amigos y familiares realizaron una romería al cementerio de San Bernardo, lugar donde se encuentra su tumba. Veintiún años después de su muerte, fue publicada la obra El canto en la sombra,  que reúne trabajos escritos en su mayoría durante su paso por el Instituto Pedagógico. Años después, en 1955, el poeta Andrés Sabella editó su libro Clara ternura en la revista Hacia.

## Obra
Su posición frente a la poesía se mostró cautelosa respecto de las nuevas formas poéticas y señaló como paradigma al simbolista francés Paul Verlaine, en cuanto este trabajaba una poesía aliada a la música de la palabra. Fue esta la que utilizó para desarrollar el motivo principal de la mayoría de sus poemas: el amor. La función de la poesía fue para Murga el «canto de la mujer amada»; así su poesía erótica constituye una lucha entre la sensualidad y la castidad, esta última surgida de una represión de origen cristiano.

### Libros
- El libro de la fiesta. Federación de Estudiantes, Santiago. 1925.
- El canto en la sombra. Editorial Tegualda, Santiago. 1946 (obra póstuma).
- Clara ternura. Ediciones Hacia. Antofagasta. 1955 (obra póstuma).